# 不死身なあいつ
『不死身なあいつ』（ふじみなあいつ）1967年1月14日に公開された日本の映画である。主演は小林旭。日活制作。

## 概要
シリーズ第2作。
ヤクザ社会に嫌気がさして堅気になることを望んでいた都築はある日、リンチを食らった。
そして、九州を舞台にかつて属してた組織と正面を切る。

## キャスト
- 都築浩介： 小林旭
- 南弓恵： 浅丘ルリ子
- 熊五郎 ： 東京ぼん太
- 若林： 二谷英明
- 海津：深江章喜
- 黒部：近藤宏
- 向井： 弘松三郎
- 瀬戸内： 内田朝雄
- 順造 ： 河上喜史朗
- 坂田： 戸田皓久
- ホテルの殺し屋：郷鍈治
- 恵子：南寿美子
- みどり：井上清子（光川環世）
- 知子 ： 梓英子
- ノリロー ： 新山ノリロー
- トリロー ：新山トリロー
- 西原：木島一郎
- サブ：野呂圭介
- 島田： 木浦佑三
- 眼科医 ：長尾敏之助
- ホットドッグ屋の主人：青木富夫
- 黒部の愛人：五十嵐マリ
- 瀬戸内の子分：黒田剛
- 山崎： 玉村駿太郎
- ホテルの殺し屋 ： 晴海勇三
- 瀬戸内の子分： 沢美鶴
- 次郎：小山伸一
- マサ： 榎木兵衛
- シャラントのバーテン：井田武（いだたけ志）
- 瀬戸内の子分 ： 大庭喜儀、水川国也、内海錠二
- 坂田の愛人：北出桂子
- 南弓恵のバックバンド： 東京ロマンチカ
- ノリロー＆トリローと一緒の歌手：水木潤子
- 技斗： 高瀬将敏

## スタッフ
- 監督：齋藤武市
- 脚本：甲斐久尊、松尾昭典
- 企画：友田二郎
- 音楽：小杉太一郎

## 同時上映
『秩父水滸伝 影を斬る剣』
- 原作：村松梢風 / 脚本：宮本智一郎、岩崎孝 / 監督：井田探 / 主演：高橋英樹
- 『秩父水滸伝 必殺剣』の続編。